# Raynolds Peak
Raynolds Peak – góra o wysokości 3325 m n.p.m. na terenie hrabstwa Teton w Wyoming.

## Położenie i okolica
Góra znajduje się na terenie pasma Teton Range w Górach Skalistych. Od zachodu znajduje się szczyt Dry Ridge Mountain, od południa  il Clever Peak i Thor Peak, od wschodu Traverse Peak, a od północy szczyt Rolling Thunder Mountain oraz The Wall.  U podnóża góry z południowej strony znajduje się kanion Moran Canyon, przez którego płynie Moran Creek. Cały obszar góry znajduje się w Parku Narodowym Grand Teton.